# بخش کورینا، شهرستان رایت، مینه سوتا
بخش کورینا (به انگلیسی: Corinna Township) یک منطقهٔ مسکونی در ایالات متحده آمریکا است که در شهرستان رایت، مینه‌سوتا واقع شده‌است.
 بخش کورینا ۸۶٫۴ کیلومتر مربع مساحت و ۲٬۴۵۷ نفر جمعیت دارد و ۳۰۶ متر بالاتر از سطح دریا واقع شده‌است.